# Bestiac
Bestiac är en kommun i departementet Ariège i regionen Occitanien i södra Frankrike. Kommunen ligger  i kantonen Les Cabannes som ligger i arrondissementet Foix. År 2022 hade Bestiac 30 invånare.

## Befolkningsutveckling
Antalet invånare i kommunen Bestiac
Referens: INSEE